# Amadej Savojski, vojvoda d'Aosta
Amadej Savojski, vojvoda d'Aosta, z uradnim imenom Amedeo Umberto Lorenzo Marco Paolo Isabella Luigi Filippo Maria Giuseppe Giovanni di Savoia, 3. vojvoda d'Aosta, italijanski vojvoda, general kraljevega italijanskega vojnega letalstva, podkralj Etiopije, * 21. oktober 1898, † 3. marec 1942.

## Življenjepis
Amedej Savojski, 3. vojvoda Aoste, je bil bratranec italijanskega kralja Viktorja Emanuela III. Njegov oče je bil princ Filiberto, 2. vojvoda Aoste, mati Elena pa princesa Borbone-Orleans. Pri zgolj devetih letih letih so ga sprejeli na kolegij St David's (Reigate, Surrey) kjer se je med drugim naučil oxfordske angleščine, po vrniti v Italijo pa so ga pri petnajstih letih vpisali na Kraljevo vojaško Akademijo della Nunziatella v Neaplju.

### Vojaška kariera
Pri sedemnajstih letih med prvo svetovno vojno kot prostovoljec v topniški enoti sodeloval v bojih na Krasu, ter leta 1917 napredoval v čin stotnika. Leta 1921 je zapustil vojsko in na pobudo svojega strica obiskal Somalijo, kjer se sodeloval pri načrtovanju gradnje hidroelektrarne.
Po italijanski okupaciji Etiopije je bil leta 1937 imenovan za podkralja Etiopije in je bil tako najvišji predstavnik italijanskih fašističnih oblasti v državi.
Sodeloval je v bojih v severni Afriki, dokler ni bil maja 1941 ujet. Kmalu zatem je umrl v taborišču za vojne ujetnike v bližini Nairobija v Keniji, s simptomi tuberkoloze in malarije.